# Verlossing
Verlossing betekent bevrijding uit een benarde positie of een gevangenschap, in de ruime zin van het woord. In het dagelijks taalgebruik en ook in verschillende religieuze systemen speelt het begrip een rol, hoewel het niet overal gelijk wordt ingevuld.

## Spirituele verlossing
Verlossing in bepaalde religieuze of spirituele zin kan betekenen bevrijding van gebondenheid aan het materiële, het aardse (de 'lasten'); het kan daarbij bevrijding betekenen van 'lusten', de begeerte naar onmiddellijke bevrediging van gevoelde materiële of intellectuele behoeften. Verlossing betekent veelal het boven deze dingen verheven worden door zich consequent te richten op het niet-stoffelijke, welke inhoud daar ook aan gegeven wordt. Dit is een vorm van verlossing uit het beperkte zelf of "ik-bewustzijn" (zie ook: zelfverwerkelijking). Verschillende religies kennen meditatietechnieken en leefregimes die tot verwezenlijking daarvan zouden leiden. Voorbeelden hiervan zijn "overgave aan God" in het monotheïsme en de leer van sunyata (leegte) en anatta (niet-zelf) in het boeddhisme. Een centraal onderdeel van deze praktijk is dat de beoefenaar het idee loslaat dat hij het "zelf" is die zijn eigen 'verlossing' bewerkstelligt. In het boeddhisme verwijst verlossing naar het Nirvana, wat de (mentale) verlossing is van begeertes en verlangens, aversie en haat, en onwetendheid of 'fout begrijpen'.
Het christendom wijst zelfverlossing af maar leert de verlossing van de zonde door het kruisoffer van Jezus Christus.